# Izumi Matsumoto
Pour les articles homonymes, voir Matsumoto.
Izumi Matsumoto (まつもと 泉, Matsumoto Izumi), de son vrai nom Kazuya Terashima (寺嶋 一弥, Terashima Kazuya), est un auteur de bande dessinée japonaise né le 13 octobre 1958 à Takaoka dans la préfecture de Toyama, au Japon et mort le 6 octobre 2020.
Il est principalement connu pour être le scénariste et le dessinateur de Kimagure Orange Road, qui fut adapté en dessin animé et diffusé en France sous le titre Max et Compagnie.

## Biographie
Il est né à Takaoka dans la préfecture de Toyama au Japon le 13 octobre 1958. Dès l'âge de 12 ans il se passionne pour le dessin et commence le manga au lycée.
En 1981, il publie LIVE ! Tottemo Rock'n'roll (), sa première histoire courte qui lui permet d'être second au concours mensuel organisé par le magazine Fresh Jump. En 1982, il commence à publier sous son nom d'artiste dans le magazine de pré-publication Weekly Shonen Jump avec Milk Report, suivi de Panic in Orange Avenue, notamment.
Début 1984, l'auteur essuie un échec avec Spring Wonder. En mars 1984, il commence la publication de son plus grand succès[réf. souhaitée] Kimagure Orange Road (きまぐれオレンジ☆ロード, Kimagure Orenji Rōdo) qui se termine en octobre 1987. La série est alors reliée en 18 volumes. Elle sera par la suite adapté en une série d'animation de 48 épisodes par le studio Pierrot en 1987.
En 1988, il publie Sesame Street.
En 1994, il publie Shin Kimagure Orange Road.
En 1996, il est le character designer (créateur graphique des personnages) du jeu vidéo Angel Graffiti sur PlayStation.
En 2002, les deux premiers tomes de Shin Kimagure Orange Road ressortirent sous le nom Shin KOR 2002, dont les illustrations furent refaites et certains chapitres furent réécrits par Izumi Matsumoto.
En 2014, il est l'invité d'honneur manga du festival Japan Expo (du 2 au 6 juillet) et vient ainsi rencontrer ses fans français pour la première fois à l'occasion d'une conférence publique et de six séances de dédicaces.
Il décède le 6 octobre 2020, dans son sommeil, durant un séjour à l'hôpital,.

### Vie privée
Il subit en 1999 le contre-coup d'un accident de voiture pour lequel il a fini dans le coma lorsqu'il avait 3 ans. Après plusieurs années pour mettre un nom sur des symptômes (violent maux de tête, évanouissement, insomnies, etc.) qui l’empêchent de travailler, il découvre qu'il souffre d'une perte de liquide cérébro-spinal.

## Œuvre
- Épisode 157 de KOR : Panic in Sentou - Panique aux bains publics (histoire courte - 1996)
- Angel Graffiti (personnages du jeu vidéo et Art book - 1996)
- CD rom "Comic ON" (no 1 à 5) et CD rom "Digital Characters" (tous publiés par Genesis Digital Publishing Company - 1996-97)
- EE  (Eternal Eyes - ancien nom : Magical Power Mako - manga en couleur - 1998)
- Épisode 158 de KOR : Honde Motte Toumei Kasuga - Kyosuke devient invisible (histoire courte - 1999)
- Bakumatsu Rashamen-musume Jyoushi (histoire courte en couleur - 1999)
- Toki no Densetsu (La légende des Temps - histoire courte - 2000)
- Graphic anthology (artbook + CD rom - 2001)
- Digital Short Contents (artbook - 2001)
- Shin KOR 2002 (nouvelle illustration de couverture de la réédition du roman - 2001)
- Shin KOR II 2002 (nouvelle illustration de couverture de la réédition du roman - 2002)

### Manga

#### Histoires courtes
- 1981 : Live Tottemo R.R.
- 1982 :
  - Milk Report
  - Panic in Orange Ave.
  - Atomic Bonten Sensei
- 1983 :
  - Agechau My Heart
  - Short Short x3
  - Ikinari Kinsei Patrol
- 1984 : Spring Wonder
- 1988 : Heart of Sat. Night

#### Séries
- 1984-1987 : Kimagure Orange Road
- 1988-1992 : Sesame Street
- 1993 : Black Moon
- 1996 : Kappa to the Teacher

### Recueils
- 1989 : Matsumoto Izumi Tanpenshuu Graffiti
- Fan-Book[N 1] (association MANAMI[9])
  - 04/2004 : Recurrence Vol. 1
  - 12/2004 : Orange Blossom Vol. 2
  - 04/2005 : Sugar Babe Vol. 1
  - 08/2005 : Dishabille Vol. 3

### Illustrations
- Romans de Kenji Terada :
  - 1994 : Shin Kimagure Orange Road I : Cet été-là
  - 1995 : Shin Kimagure Orange Road II : La Pyramide du Soleil
  - 1997 : Shin Kimagure Orange Road III : Les Souvenirs de Madoka

## Sources